# Forte Piovezzano
Il Forte Piovezzano, inizialmente chiamato anche Forte Degenfeld è un forte costruito dall'Austria, tra il 1859 e il 1861, a Piovezzano, nel comune di Pastrengo

## Storia
La costruzione, voluta dal feldmaresciallo Josef Radetzky per arginare un eventuale attacco nemico che avesse minacciato Verona dopo aver aggirato Peschiera, fu completata nel 1861. È una fortificazione facente parte del gruppo di Pastrengo e rientrava nel più ampio disegno di difesa militare, conosciuto come Fortezze del Quadrilatero.
Il forte fu denominato in onore del generale Friedrich Graf von Degenfeld-Schonburg, comandante del corpo di armata e ministro della guerra.
Nel 1866, in seguito alla cessione del Veneto al Regno d'Italia, come tutte le altre fortificazioni della zona, il presidio passò sotto il controllo del Regio Esercito che ne cambiò il nome in Forte di Piovezzano. Fu inoltre cambiata la direzione del tiro dell'artiglieria.
Dismesso da qualsiasi attività militare, il forte oggi è in una fase di restauro, operata dal gruppo di Volontari degli Alpini di Piovezzano.

## Architettura e caratteristiche
Il forte si trova su una collina a sud dell'abitato di Piovezzano (comune di Pastrengo) a circa 200 m. di altitudine.
La pianta della costruzione ha forma trapezoidale con la magistrale rivolta verso il lago di Garda. Sul ramparo destro sono presenti delle postazioni di artiglieria sia in barbetta che protette da un muro e sia in casamatta. Il ramparo superiore era raggiungibile con una agile scala dotata di guide per l'artiglieria.
All'interno sono presenti vari locali, utilizzati come magazzini, laboratori, alloggi,..., che potevano garantire le esigenze della guarnigione per tempi relativamente lunghi.
Una cisterna dotata di canalette in pietra serviva a raccogliere le acque piovane per essere utilizzate.
Il forte era circondato da un ampio fossato che è stato interrato negli ultimi anni.

### Armamento
L'armamento principale comprendeva:
- Circa dodici pezzi di artiglieria di vario calibro, tra cui sei a canna liscia e sei a canna rigata, posizionati in postazioni in barbetta.

### Presidio di guerra
Il forte, in tempo di guerra, poteva ospitare una guarnigione di circa 80 soldati.